# DEEP DREAM IMPACT 2014 〜大晦日SPECIAL〜
DEEP DREAM IMPACT 2014 〜大晦日SPECIAL〜（ディープ・ドリーム・インパクト2014 〜おおみそかスペシャル〜）は、日本の総合格闘技団体「DEEP」の大会の一つ。2014年12月31日、埼玉県さいたま市のさいたまスーパーアリーナで開催された。

## 大会概要
今大会はDEEPにとって初の大晦日興行であり、さいたまスーパーアリーナ初進出となる。また、同所での大晦日興行は2001年の猪木祭を皮切りに主催者及びイベント名を変えつつ続いていたが、2013年はその流れが途絶えてしまい、この大会がDREAM.18 & GLORY 4以来2年ぶりとなる。なお、この大会は『Dynamite!! 〜勇気のチカラ2010〜』以降の大晦日興行と同様に15,000人規模のメインアリーナモードで行われた。
イベント名の「DREAM」には、「賭け」と2012年まで存在しDEEPの佐伯繁代表が広報を務めていた「DREAM」のスタッフへのメッセージが込められている。
メインイベントは王者・北岡悟が挑戦者吉田善行を迎えてのDEEPライト級タイトル防衛戦となり、勝利した北岡が2度目の防衛を果たした。他にパンクラスとの対抗戦5試合や女子の4試合も組まれた。
大会の舞台裏が『総合格闘技DEEPドキュメンタリー映画 HALEO presents 「REVIVAL」 〜これが日本の総合格闘技だ〜』のタイトルでドキュメンタリー映画化されている。

## 試合結果

### オープニングファイト
第1試合 DEEPフライ級　5分2R
○  堀内佑馬 vs.  加藤直之 ×
1R 0:30 TKO
第2試合 DEEPウェルター級　5分2R
○  佐藤天 vs.  秀虎 ×
1R 4:21 TKO
第3試合 DEEPバンタム級　5分2R
○  ROY vs.  咲間"不良先輩"ヒロト ×
1R 1:41 TKO
第4試合 DEEPフライ級　5分2R
○  小島壮太 vs.   小林聖人 ×
2R終了 判定 3-0

### 本戦カード
第1試合 DEEPフェザー級　5分3R
○  長倉立尚 vs.  ジョージ・ヒックマン ×
2R終了 判定3-0
第2試合 DEEPフェザー級　5分2R
○  キル・ヨンボク vs.  加藤友弥 ×
2R終了 判定0-2
第3試合 DEEPバンタム級 5分2R
○  釜谷真 vs.  原田ヨシキ ×
1R 4:31 フロントチョーク
第4試合 DEEP女子フライ級　5分2R
○  しなしさとこ vs.  濱田リカ ×
1R 3:29 腕十字固め
第5試合 DEEP女子ライト級 5分2R
○  藤野恵実 vs.  富松恵美 ×
2R終了 判定3-0
第6試合 DEEP女子 59kg以下 5分2R
○  杉山しずか vs.  ライカ ×
1R 4:06 腕十字固め
第7試合 DEEP女子フェザー級 5分2R
○  浜崎朱加 vs.  V.V Mei ×
2R終了 判定 3-0
第8試合 DEEPメガトン級 5分2R
○  佐藤光留 vs,   藤沼弘秀 ×
1R 2:12 アームバー
第9試合 DEEP VS パンクラス対抗戦 DEEPライト級 5分3R
○  岸本泰昭 vs.  高橋"Bancho"良明 ×
3R終了 判定 2-1
第10試合 DEEP VS パンクラス対抗戦 DEEPフライ級 5分3R
○  清水清隆 vs.  柴田"MONKEY"有哉 ×
1R 2:41 TKO
第11試合 DEEP VS パンクラス対抗戦 DEEPバンタム級 5分3R
○  北田俊亮 vs.  中島太一 ×
3R終了 判定 3-0
第12試合 DEEPフェザー級　5分3R
○  廣田瑞人 vs.  キム・ギュファ ×
2R 0:33 TKO
第13試合 DEEPフライ級 5分3R
○  前田吉朗 vs.  越智晴雄 ×
3R終了 判定 2-0
第14試合 DEEPフライ級 5分3R
○  和田竜光 vs.  神酒龍一 ×
3R 2:07 チョークスリーパー
第15試合 DEEP VS パンクラス対抗戦 DEEPフェザー級 5分3R
○  横田一則 vs.   ISAO×
3R終了 判定 3-0
第16試合 DEEP VS パンクラス対抗戦　DEEPバンタム級　5分3R 王者対決
○  石渡伸太郎 vs.  大塚隆史 ×
1R 3:30 TKO
第17試合 DEEPフライ級 5分3R
○  元谷友貴 vs.   マット・マンザナレス ×
3R 3:17 TKO
第18試合 DEEPライト級タイトルマッチ　5分3R
○  北岡悟 vs.  吉田善行 ×
3R終了 判定 5-0
※北岡が2度目の防衛に成功。